# Michèle M. Gharios
Michèle M. Gharios est une romancière et poétesse libanaise née à Beyrouth en 1968. Elle est l'auteure de deux romans publiés en 2008 et en 2015 et de recueils de poésie publiés par des maisons d'édition libanaise, belge et française.

## Biographie
Jeune femme engagée, elle débute dans l'écriture à la fin des années 1990 et vient en France et en Belgique pour y participer à des ateliers d'écriture. 
Certains de ses textes sont d'abord publiés dans un recueil de nouvelles collectif en 2004, puis son  premier recueil de poésie est publié aux éditions Dar An-Nahar à Beyrouth en 2005. En 2007, ce sont les éditions Maelström (Bruxelles) qui publient un recueil en prose poétique, Ombre. L'éditeur bruxellois publie deux autres recueils de Michèle Gharios en 2009 et 2012. Son premier roman, L'odeur de Yasmine est publié l'année suivante à Beyrouth par Dar An-Nahar. En 2015, les éditions La Cheminante publie son second roman, A l'aube de soi.
L'œuvre de Michèle Gharios est essentiellement centrée sur la nostalgie de l’enfance avant la guerre du Liban et sur la place des femmes dans la société libanaise. Ainsi le roman A l'aube de soi est consacré à la naissance d’un amour dans l’enfance et l’adolescence puis à la vie conjugale qui suit, l'amoureux milicien devenant tyrannique, sur fond de la guerre du Liban et de la période qui suit,.

### Poésie
- Le chant des dunes (in recueil de nouvelles 2004-2005 Forum Femmes Méditerranée - Prix d'excellence)
- Apartheid (Dar An-Nahar 2005) - poésie
- Ombre (Maelström- Bruxelles 2007)– prose poétique
- Le balcon de mon enfance (Maison Naaman 2007 - Prix de créativité)
- Vivier (Maelström- Bruxelles 2009) – prose poétique
- Collier d'air (Dar An-Nahar 2010) - poésie
- Clichés de guerre (Maelström 2012) – prose poétique
- Nous n’irons plus en Nostalgie (Noir Blanc etc 2017) - Poèmes

### Œuvres en prose
- L'odeur de Yasmine (2008 - deuxième édition revue 2019) - roman
- À l'aube de soi (La Cheminante 2015) – roman
- Les beaux jours de Kayan (Éditions Onze - 2021 )